# Luo Xianzhe
Luo Xianzhe (kitajsko: 羅賢哲; tudi Lo Hsien-che), tajvanski general, * 1959, Taitung.
Generalmajor Lo je bil konec januarja aretiran zaradi suma vohunjena v korist Kitajske; v času aretacije je bil direktor Informacijskega oddelka Generalštaba Kopenske vojske Republike Kitajske.
Zaradi visokega položaja in posledičnega dostopa do zaupnih in tajnih dokumentov velja njegov primer za najhujši vohunski primer v Tajvanu v zadnjih 50. letih, saj je od 60. let 20. stoletja to najvišji vojaški predstavnik, ki je vohunil za Kitajsko.

## Življenjepis
Rodil se je v vojaški družini; oba starša sta bila v oboroženih silah in njegov starejši brat je vojaški helikopterski pilot.
Tudi Xianzhe je nadaljeval družinsko tradicijo; diplomiral je na komunikacijskem oddelku Vojaške akademije 51. Pozneje je diplomiral še na Jezikovnem inštitutu Ministrstva za obrambo Republike Kitajske ter končal študij na Nacionalni vojaški fakulteti.
Leta 2000 je bil povišan v polkovnika in imenovan za poveljnika 73. komunikacijske skupine v 6. armadnem korpusu. 
Med letoma 2002 in 2005 je bil vodja tajvanske Vojaške koordinacijske skupine na Tajskem. Po trditvah tajskega obrambnega ministrstva je tu leta 2004 pričel vohuniti za Kitajsko. 
Leta 2005 se je vrnil na Tajvan in postal načelnik Drugega oddelka Skupne obveščevalne obrambne pisarne. Leta 2008 je bil povišan v generalmajorja in imenovan za direktorja Informacijskega oddelka Generalštaba Kopenske vojske Republike Kitajske.
Leta 2010 je obrambno ministrstvo pričelo protiobveščevalno preiskavo, v kateri so odkrili, da ima Luo v posesti tajne dokumente, ki jih ne bi smel imeti (glede bodočih nakupov ameriških vojaških letal, poveljniško-komunikacijske opreme,.. 27. januarja 2011 je bilo po dolgi preiskavi ugotovljeno, da je Luo vir izdajanja dokumentov. V preiskavi doma so odkrili še druge tajne dokumente. Bil je aretiran in poslan v vojaški zapor Želvja gora, kjer je bil zaprt do sojenja. Konec julija je bila obsojen na dosmrtno zaporno kazen, potem ko je priznal obtožbe (v dogovoru s tožilstvom, ki v zameno ni zahtevalo smrtne kazni).